# Kungen av Aragoniens trappa

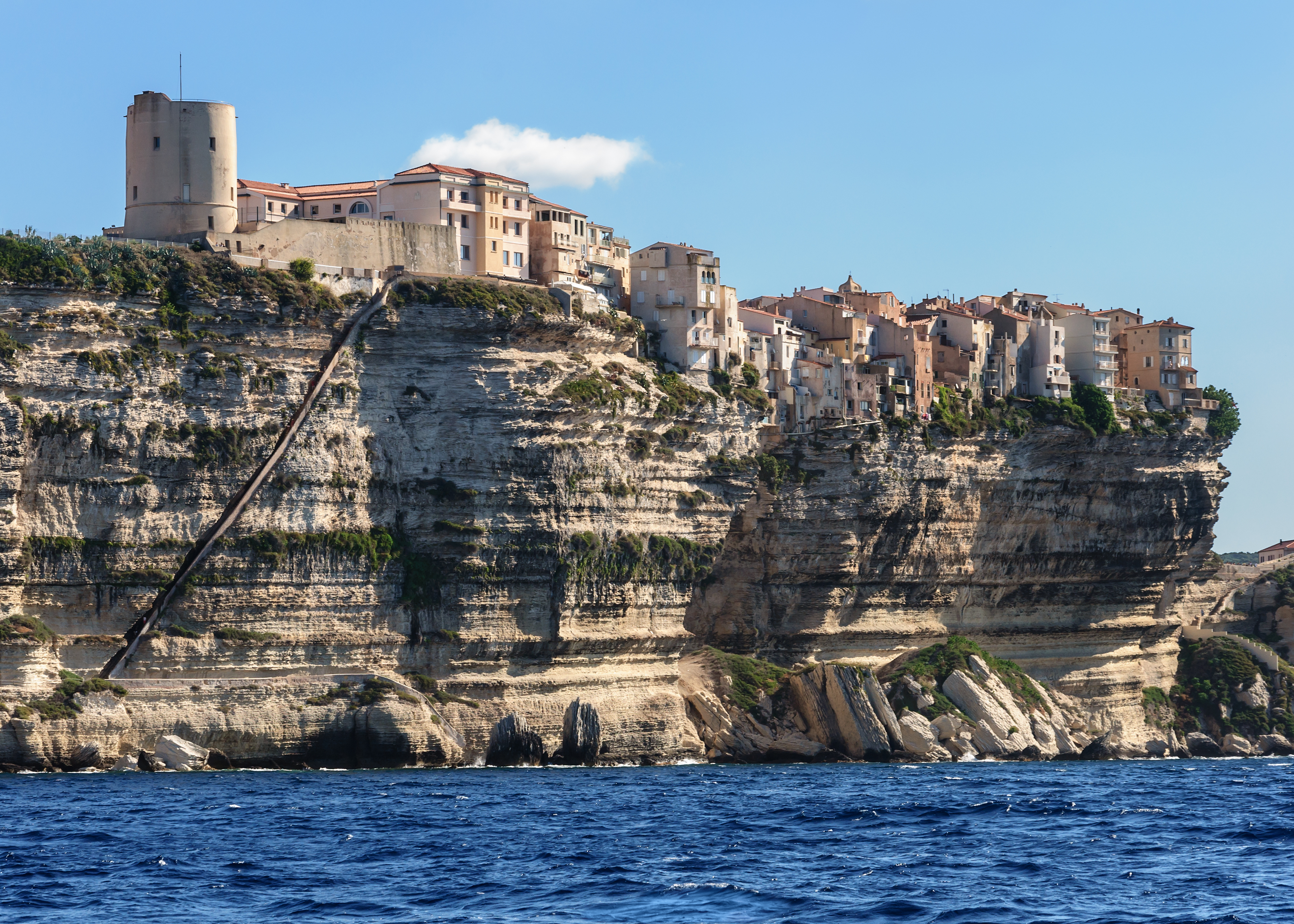
Vy från havet mot trappan och Bonifacio.

Kungen av Aragoniens trappa (korsikanska: Scali di u rè d'Aragona, franska: Escalier du roi d'Aragon) är en trappa från orten Bonifacio på Korsika ner till havet som är inarbetad i kalkstensklipporna.
Trappan har 187 steg och en vinkel av cirka 45 grad. Den besöks varje år av 54 000 personer.
Enligt legenden skapades trappan under en enda natt av kung Alfons V av Aragoniens trupper när de belägrade Bonifacio 1420. Mera trolig är att den byggdes av munkar från Franciskanorden för att nå en dricksvattenkälla nära havsytan.